# Байройтський університет
Байройтський університет (нім. Universität Bayreuth) — німецький університет, розташований у місті Байройт. Університет засновано в 1975 році. Тут навчається 9880 студентів та працює 194 професори (2011). Університет відомий своїми програмами міждисциплінарних студій. Співпрацює з 450 науковими установами світу.

## Структура
Університет має 6 факультетів:
- Математика, фізика, інформатика / Fakultät für Mathematik, Physik und Informatik (MPI)
- Біологія, хімія, геонауки / Fakultät für Biologie, Chemie und Geowissenschaften (BCG)
- Право, економіка / Rechts- und Wirtschaftswissenschaftliche Fakultät (RW)
- Мовознавство, літературознавство / Sprach- und Literaturwissenschaftliche Fakultät (SpLit)
- Культурологія / Kulturwissenschaftliche Fakultät (KuWi)
- Прикладні природничі науки / Fakultät für Angewandte Naturwissenschaften (FAN)

Наукові установи:
- Bayerisches Geoinstitut (BGI)
- Bayreuther Zentrum für Kolloide und Grenzflächen (BZKG)
- Bayreuther Institut für Makromolekülforschung (BIMF)
- Forschungszentrum für Bio-Makromoleküle (bio-mac)
- Bayreuther Zentrum für Molekulare Biowissenschaften (BZMB)
- Bayreuther Zentrum für Ökologie und Umweltforschung (BayCEER)
- Bayreuther Materialzentrum (BayMAT)
- Institut für Afrikastudien (IAS)
- IWALEWA-Haus: Forum für afrikanische Gegenwartskunst
- Forschungsinstitut für Musiktheater (FIMT)
- Bayreuther Institut für Europäisches Recht und Rechtskultur
- Bayreuth Institute for American Studies (BIAS) (im Aufbau)
- Zentrum für Schulforschung und Lehrerbildung (ZSL)
- Zentrum zur Förderung des mathematisch-naturwissenschaftlichen Unterrichts (Z-MNU)

Інші університетські установи:
- Університетська бібліотека / Bayreuth University Library
- Мовний центр / Language Centre
- Комп'ютерний центр / IT Service Centre
- Центр технічної підтримки / Technical Support Centre
- Екологічно-ботанічний сад університету / Ökologisch-Botanischer Garten der Universität Bayreuth